# Gare de Saint-Médard (Belgique)
Pour les articles homonymes, voir Gare de Saint-Médard.
La gare de Saint-Médard est une ancienne gare ferroviaire belge de la ligne 165, d’Athus à Libramont, située à proximité de Saint-Médard, section de la commune d’Herbeumont, dans la province de Luxembourg, en Région wallonne.
Mise en service en 1880, elle ferme en 1984.

## Situation ferroviaire
Établie à 415 m d’altitude, la gare de Saint-Médard était située au point kilométrique (PK) 64,3 de la ligne 165, d’Athus à Bertrix et Libramont, entre les points d’arrêt de Straimont et d’Orgeo. Elle est située à moins de 250 m du tunnel de la ligne 163A, de Y Orgeo à Muno (F) creusé sous le terrain où passe la ligne 165.

## Histoire
La station de Saint-Médard est mise en service le 20 décembre 1880 par l’Administration des chemins de fer de l’État belge lorsqu’elle ouvre à l’exploitation la section Florenville - Bertrix - Gedinne du chemin de fer d’Athus à la Meuse (actuelles lignes 165 et 166).
Comme les autres gares de l’Athus-Meuse datant d’avant 1895, le bâtiment des recettes correspond au plan type 1873 des Chemins de fer de l’État belge. La gare possède deux voies à quai, dont une voie de croisement, deux voies de garage et une halle à marchandises. Un chemin de fer à voie étroite[Quoi ?] a existé sur la place de la gare.
À la suite du Plan IC-IR, la gare de Saint-Médard ferme aux voyageurs le 3 juin 1984. Le bâtiment principal et la halle aux marchandises ont été revendus et aménagés en habitations.